# NGC 825
NGC 825 é uma galáxia espiral (Sa) localizada na direcção da constelação de Cetus. Possui uma declinação de +06° 19' 24" e uma ascensão recta de 2 horas, 8 minutos e 32,4 segundos.
A galáxia NGC 825 foi descoberta em 18 de Novembro de 1863 por Albert Marth.